# Bad Day (пісня Джастіна Бібера)
«Bad Day» (укр. Поганий день) — пісня канадського співака Джастіна Бібера з його другого компіляційного альбому Journals (2013). Випущений 4 листопада 2013 року. Пісня стала п'ятим треком із серії Бібера «Музичні понеділки», в рамках якої вже були випущені «Heartbreaker» (7 жовтня), «All That Matters» (14 жовтня), «Hold Tight» (21 жовтня), та «Recovery» (21 жовтня). Бібер випускав новий сингл щопонеділка протягом 10 тижнів — із 7 жовтня до 9 грудня 2013 року.

## Треклист
| Цифрове завантаження | Цифрове завантаження | Цифрове завантаження |
| #                    | Назва                | Тривалість           |
| -------------------- | -------------------- | -------------------- |
| 1.                   | «Bad Day»            | 2:25                 |

## Чарти
| Чарт (2013)                               | Найвища позиція |
| ----------------------------------------- | --------------- |
| Австрія (Ö3 Austria Top 75)               | 41              |
| Бельгія (Ultratop Flanders)               | 19              |
| Бельгія Urban (Ultratop Flanders)         | 4               |
| Бельгія (Ultratop Wallonia)               | 26              |
| Канада (Canadian Hot 100)                 | 26              |
| Данія (Tracklisten)                       | 1               |
| Франція (SNEP)                            | 50              |
| Німеччина (Official German Charts)        | 66              |
| Ірландія (IRMA)                           | 25              |
| Нідерланди (Mega Single Top 100)          | 16              |
| Іспанія (PROMUSICAE)                      | 25              |
| Швейцарія (Media Control AG)              | 28              |
| Велика Британія (Official Charts Company) | 31              |
| США (Billboard Hot 100)                   | 53              |
| США (Hot R&B/Hip-Hop Songs) (Billboard)   | 17              |